# EUR Magliana (estación)
EUR Magliana es una estación de la línea B del Metro de Roma y del tren suburbano Roma-Lido, siendo una de las tres estaciones en que se puede realizar combinación entre ambas líneas. Se encuentra en el barrio EUR, y los talleres técnicos de la línea B se encuentran en esta zona.
En su entorno, además, se encuentra la Universidad de Roma III.

## Historia
La estación ya existía para cuando se abrió el servicio Roma-Lido, época en que la línea era conocida como Magliana-Mercato Nuovo y era un terminal de carga. Más tarde, cuando comenzó la construcción de la línea B del Metro de Roma, entre Termini y Laurentina, la estación se modificó y fue abierta al público en 1955. En 1989 se convirtió en terminal del tren suburbano Roma-Lido y así permaneció durante nueve años. En ese momento, el trazado de la línea B entre Termini y Laurentina fue reconstruida extensivamente, en vista de la extensión hacia Rebibbia.
Se construyó una nueva entrada y acceso al edificio construido en 1955, añadiéndole un bar. Fueron construidos túneles tanto en el lado sur como en el lado norte, que se añadieron a los subterráneos ya existentes, con el fin de hacer que el intercambio entre las dos líneas fuese más expedito. Desde su apertura hasta 1996, la estación fue llamada Magliana, pero más tarde se añadió el prefijo de euros para evitar la confusión con la de la FL1.
El vestíbulo de la estación alberga mosaicos de los Premio Artemetro Roma Antonio Passa (Italia) y Tamás Lossonczy (Hungría).
La estación tendría que convertirse en estación de combinación con la línea D. Sin embargo, el proyecto fue suspendido en noviembre de 2012 con la revocación de la oferta de diseño, construcción y operación de la línea.